# Monasterio de Mghvimevi
El monasterio de Mghvimevi (en georgiano: მღვიმევის მონასტერი, romanizado: tr) es un monasterio ortodoxo ubicado en la región occidental de Imericia, cerca de la ciudad de Chiatura, parcialmente tallado en roca. Su característica principal es una basílica de dos naves del siglo XIII, dedicada a la Natividad de la Madre de Dios. El complejo también incluye una pequeña iglesia de salón, un campanario y una muralla. Actualmente es un convento en funcionamiento. Es rico en esculturas arquitectónicas ornamentales que decoran el exterior de las iglesias. Está inscrito en la lista de Monumentos culturales de importancia nacional de Georgia.

## Ubicación
El monasterio de Mghvimevi está situado en el pueblo homónimo, en el valle del río Qvirila, en el margen oriental de Chiatura, desde donde se puede acceder a través de un camino largo y estrecho junto al acantilado que conduce a la gran cueva Mghvimevi, también conocida por sus hallazgos prehistóricos. Fue fundado en la segunda mitad del siglo XIII, derivando su nombre de la palabra georgiana para referirse a "una cueva". Existen muchas cuevas más pequeñas alrededor del monasterio. Según el erudito georgiano del siglo XVIII, el príncipe Vakhushti, estas cuevas sirvieron como refugios durante la guerra; Los arqueólogos recuperaron varias puntas de flecha y rastros de fuego en el complejo de cuevas.

## Diseño

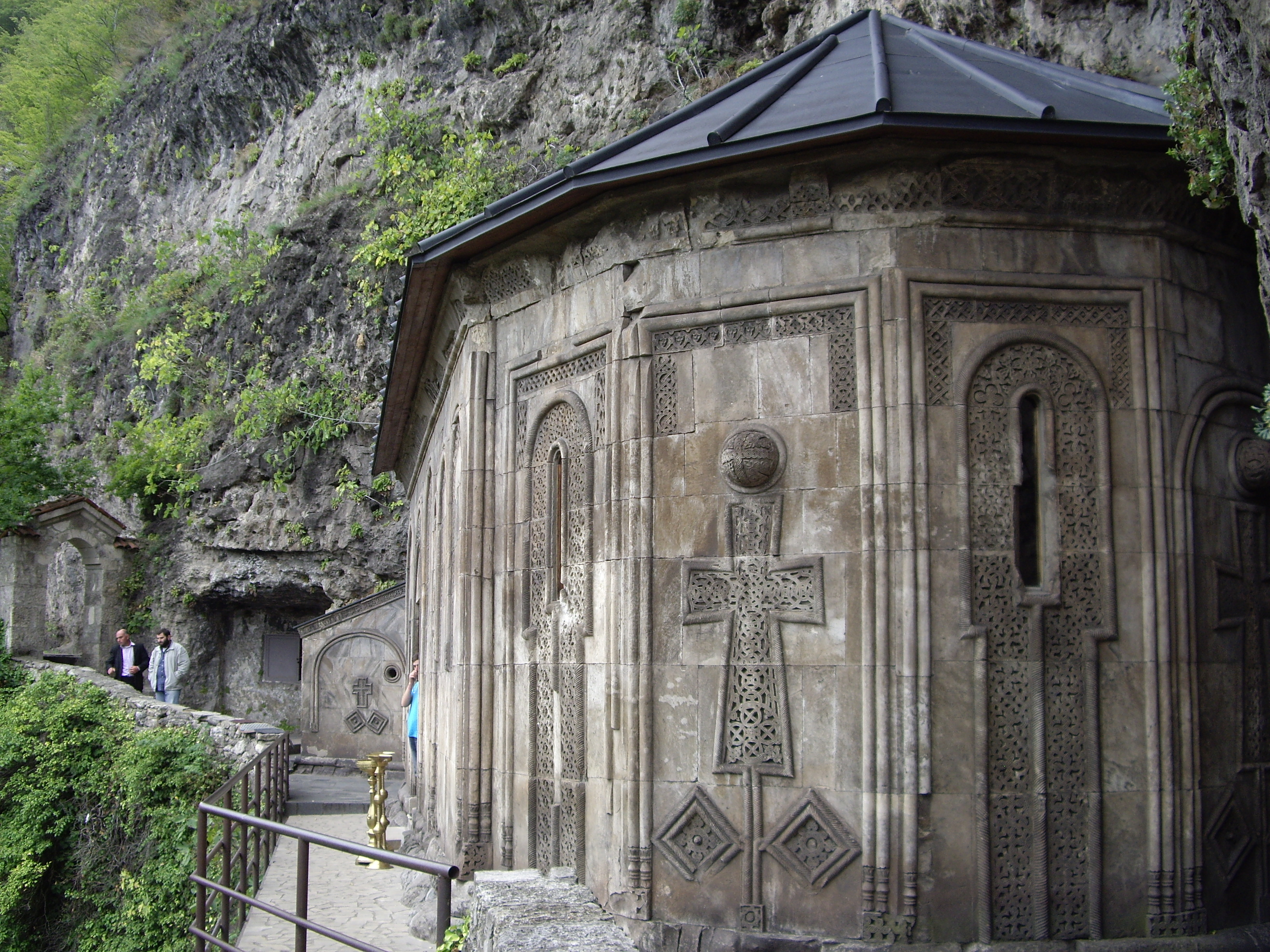
Lado este de la iglesia principal, con la iglesia más pequeña de Santa Catalina vista al fondo.

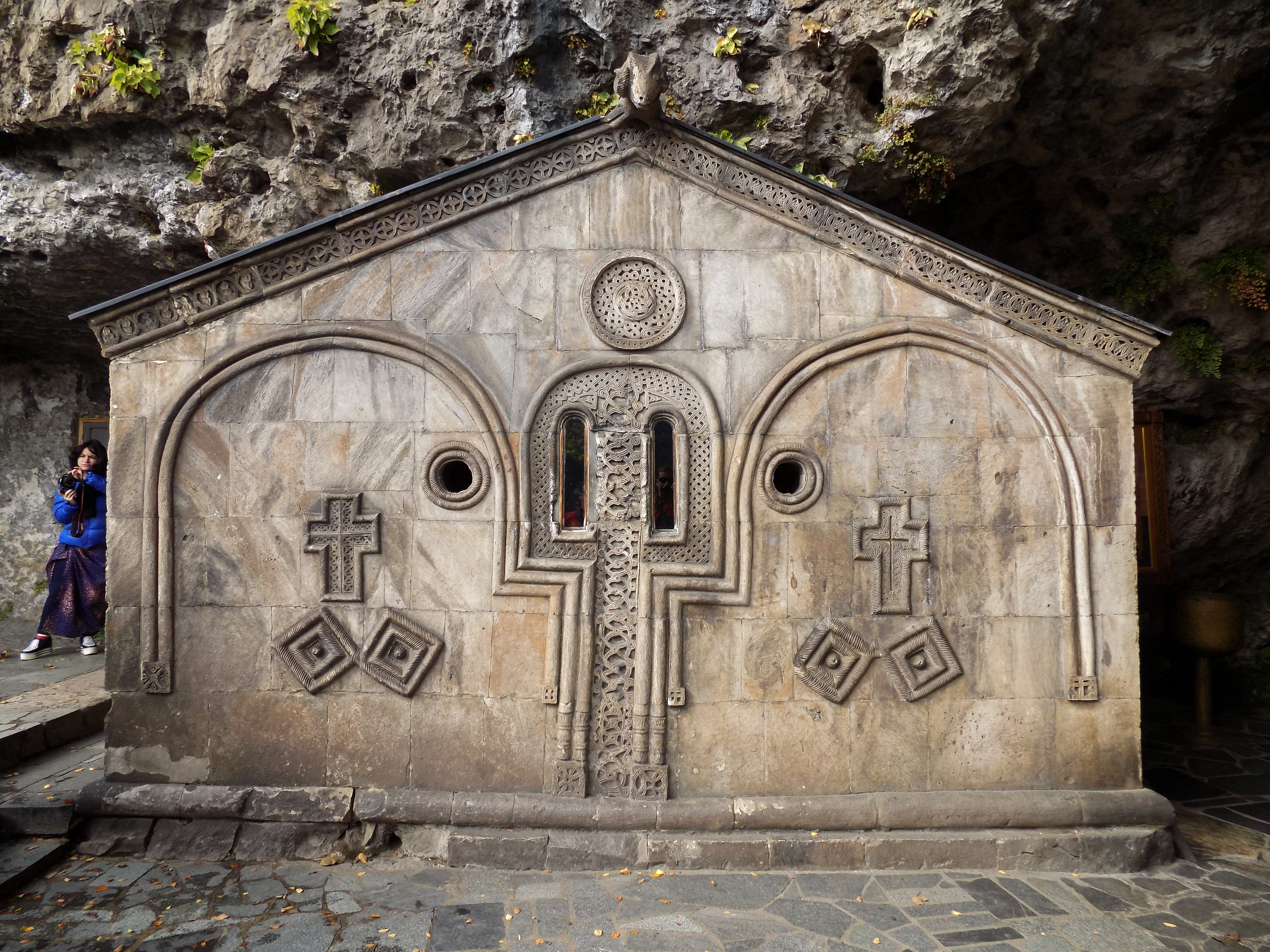
Iglesia de Santa Catalina

El complejo consta de varias estructuras. Al este del portal de la cueva se encuentra la iglesia principal, dedicada a la Natividad de la Madre de Dios, una basílica de dos naves. Sus naves, la del norte más estrecha que la del sur, están separadas por dos arcos sostenidos por un solo pilar macizo. Ambas naves terminan en ábsides con exteriores facetados. Los muros están construidos en piedra y se enfrentan con losas de piedra cuidadosamente talladas. Hay un iconostasio de madera pintado, realizado en el siglo XVIII, con las representaciones del Salvador y los Doce Apóstoles, así como varias escenas de la vida de Jesús. La iglesia tiene dos puertas, ubicadas al sur y oeste. La puerta oeste del siglo XI, fue retirada y llevada al Museo Nacional de Georgia en 1920. El interior contiene fragmentos de frescos, incluidos los retratos de los constructores de iglesias del siglo XIII: Rati, eristavi de Racha, miembro de la familia Kakhaberidze, su esposa Rusudan y su hermano Niania, en la pared de la nave norte. El muro sur fue repintado en el siglo XVI. El monasterio albergaba varios artículos preciosos de la iglesia, incluido un icono del siglo XI de la Súplica de Racha, también conservado en el Museo Nacional de Georgia en la actualidad.
En el lado opuesto del portal de la cueva hay una pequeña iglesia de salón, dedicada a Santa Catalina. Su techo y pared oeste están excavados en roca, con la fachada construida con losas de piedra labrada. Existe una escultura en relieve de la cabeza de un carnero en la pared oriental y frescos en la pared exterior del sur. Ambas iglesias están ricamente adornadas con esculturas de piedra adornadas, que incluyen arcos decorativos, marcos de ventanas y puertas, cruces esculpidas y cornisas caladas. A pesar del valor artístico de los elementos individuales en la escultura arquitectónica de Mghvimevi, los edificios del monasterio carecen de la integridad general y artesanía característica de los monumentos contemporáneos de la Georgia medieval.
Un campanario y viviendas monásticas datan principalmente del siglo XIX. También hay un conjunto de edificios, parte del actual convento, fundado en 2014.